# Reaktionszeit (Psychologie)
Die Messung der Reaktionszeit ist eine Methode der Psychologie, um mentale Repräsentationen sozialer Information im Gedächtnis zu erforschen sowie Mechanismen, die für die Verarbeitung von Informationen aus diesen Repräsentationen oder der sozialen Umwelt verantwortlich sind.
Die betreffenden Zeitspannen haben nichts mit den kurzen Reaktionszeiten bei technischen Messungen oder im Straßenverkehr zu tun, sondern können in den Minutenbereich und darüber reichen.
Kognitionen bilden die Basis vieler psychologischer Phänomene, daher sind sog. Verhaltensindices (in diesem Fall die Reaktionszeit einer Person) kognitiver Prozesse sehr wichtig für das Verständnis menschlichen Verhaltens.
Der mentale Entscheidungsprozess, wie Menschen auf Umwelteinflüsse reagieren, wird auch OODA-Loop genannt. Namensgebend sind die 4 Schritte Observe – Orient – Decide – Act.